# Triepeolus rufoclypeus
Triepeolus rufoclypeus là một loài Hymenoptera trong họ Apidae. Loài này được Fox mô tả khoa học năm 1891.